# Tarnawatka (gmina)
Tarnawatka – gmina wiejska w województwie lubelskim, w powiecie tomaszowskim. W latach 1975–1998 gmina położona była w województwie zamojskim.
Siedziba gminy to Tarnawatka.
Według danych z 30 czerwca 2004 gminę zamieszkiwało 4135 osób.

## Ochrona przyrody
Na obszarze gminy znajduje się rezerwat przyrody Skrzypny Ostrów chroniący fragment starego lasu mieszanego ze stanowiskiem modrzewia polskiego.

## Struktura powierzchni
Według danych z roku 2002 gmina Tarnawatka ma obszar 82,66 km², w tym:
- użytki rolne: 63%
- użytki leśne: 26%

Gmina stanowi 5,56% powierzchni powiatu.

## Demografia

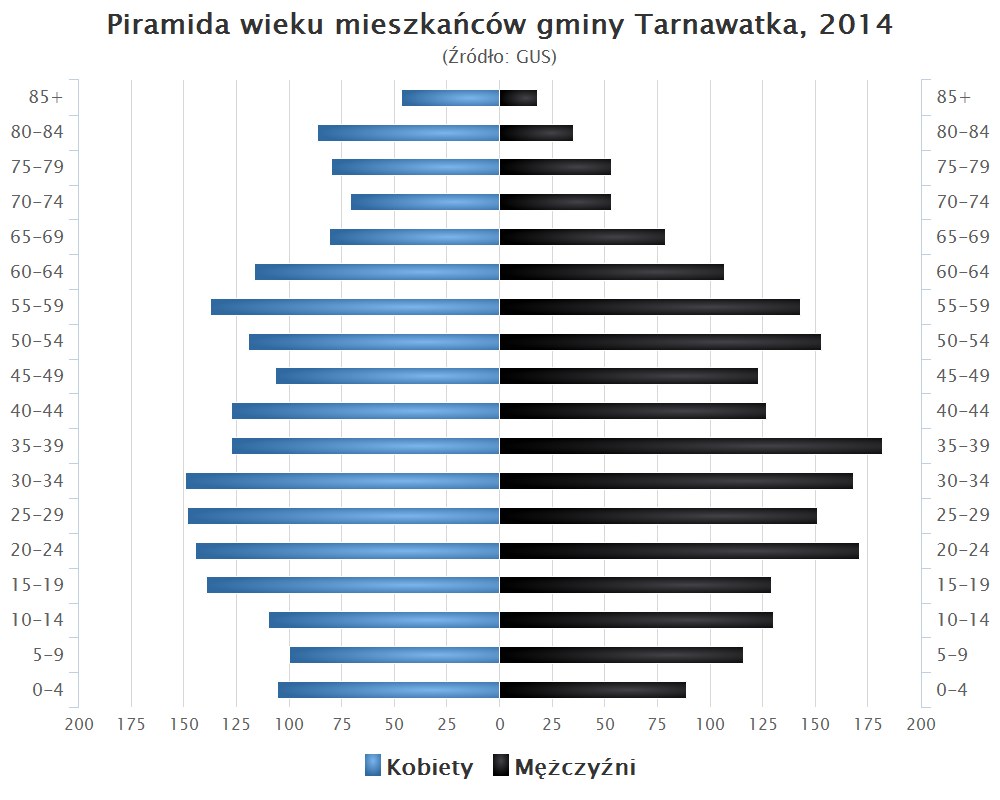
Piramida wieku mieszkańców gminy Tarnawatka w 2014 roku

Dane z 30 czerwca 2004:
| Opis                              | Ogółem | Ogółem | Kobiety | Kobiety | Mężczyźni | Mężczyźni |
| --------------------------------- | ------ | ------ | ------- | ------- | --------- | --------- |
| jednostka                         | osób   | %      | osób    | %       | osób      | %         |
| populacja                         | 4135   | 100    | 2068    | 50      | 2067      | 50        |
| gęstość zaludnienia (mieszk./km²) | 50     | 50     | 25      | 25      | 25        | 25        |

## Sołectwa
Dąbrowa Tarnawacka, Huta Tarnawacka, Klocówka, Kunówka, Niemirówek, Niemirówek-Kolonia, Pańków, Pauczne, Podhucie, Sumin, Tarnawatka, Tarnawatka-Tartak, Tymin, Wieprzów (wsie: Wieprzów Ordynacki i Wieprzów Tarnawacki).

## Sąsiednie gminy
Krasnobród, Krynice, Rachanie, Tomaszów Lubelski